# Abu Abd Allah Muhammad al-Qa'im
Abū ʿAbd Allāh Muḥammad ibn Muḥammad ibn Abderrahman ibn ʿAli ibn Makhlūf ibn Zaydān (in arabo أبو عبد الله محمد بن محمد بن عبد الرحمان بن علي بن مخلوف بن زيدان‎? , detto al-Qāʾim bi- amr Allāh, in arabo ألقائم بأمر الله‎?, ovvero "colui che ha compiuto il volere di Allah"; ... – 1517) è stato il fondatore della dinastia sa'diana, la dinastia che regnerà sul Maghreb al-Aqsa (attuale Marocco) fino al 1659.

## Biografia
Era uno Sharīf (discendente di Fāṭima, figlia di Maometto), i suoi antenati erano emigrati dall'Arabia in Marocco nel XIV secolo e si erano stabiliti nella valle del fiume Draa.
Con il declino della dinastia merinide e l'ascesa al potere della dinastia wattaside, i Portoghesi iniziarono a conquistare le principali città costiere del Marocco e a lanciare incursioni contro le zone circostanti. Muḥammad al-Qāʾim acquisì una certa reputazione tra le tribù del Draa e del Sous. Disgustato dall'incapacità degli Wattasidi di Fez a far fronte all'espansione portoghese, su iniziativa della confraternita mistica sufi della Shādhiliyya, proclamò il jihād contro i Portoghesi nell'agosto del 1511. 
Attaccò la città di Agadir, infliggendo significative perdite ai Portoghesi, senza però riuscire a conquistarla. Nello stesso anno la città di Taroudant riconobbe la sua autorità. Nel 1515 salvò Marrakesh da un attacco portoghese. Ricevette il sostegno del sultano wattaside di Fez, Muhammad al-Burtuqali, che lo rifornì di moderne armi da fuoco. 
Morì nel 1517 e fu sepolto nel mausoleo del locale santo Sīdī Muḥammad al-Jazūlī (le tombe di entrambi verranno in seguito trasferite a Marrakesh da Ahmad al-Araj, figlio di al-Qāʾim). La guerra contro i Portoghesi proseguì con i figli Aḥmad al-Araj e Muḥammad al-Shaykh.